# Viaggio apostolico di Francesco in Georgia ed Azerbaigian 2016
Per il suo XVI viaggio apostolico internazionale Papa Francesco si è recato in Georgia ed Azerbaigian, per far visita alle piccole comunità cattoliche di questi Paesi e per incontrare i leader delle altre religioni.
Si tratta della seconda visita di un Papa in Georgia, dopo quella di Giovanni Paolo II del 1999..
Si tratta della seconda visita di un Pontefice in Azerbaigian, dopo quella di Giovanni Paolo II del 2002..